# Madame Margottin
'Madame Margottin' est un cultivar de rose ancienne obtenu en 1866 par le rosiériste lyonnais Guillot fils. Il est issu de 'Safrano' (Beauregard, 1839). Il doit son nom à l'épouse du rosiériste Jacques Julien Margottin. Il était fort célèbre dans la seconde moitié du XIXe siècle pour sa couleur jaune pâle, couleur rare pour les roses à l'époque, et faisait l'unanimité pour la fleur à couper.

## Description
Cette rose thé très parfumée présente des pétales jaune citron au revers plus pâle et au cœur pêche. Les fleurs sont grosses et doubles (17-25 pétales), fleurissant plutôt en solitaire tout au long de la saison sur de longs pédoncules. Le buisson est très vigoureux.
Sa zone de rusticité est de 6b à 9b ;  il résiste donc bien aux hivers rigoureux.
Ce rosier n'est plus commercialisé.